# Oktavian Regner von Bleyleben
Oktavian svobodný pán Regner von Bleyleben (Oktavian Alfred Wenzel Bohuslaw Freiherr Regner von Bleyleben) (23. listopadu 1866 Brno – 12. srpna 1945, Dietach, Rakousko) byl rakousko-uherský státní úředník. Od mládí působil ve státní správě, nakonec se stal místodržitelem na Moravě (1911–1915) a následně v Dolním Rakousku (1915–1918). V roce 1911 byl povýšen do stavu svobodných pánů, po zániku monarchie v roce 1918 žil v soukromí.

## Životopis

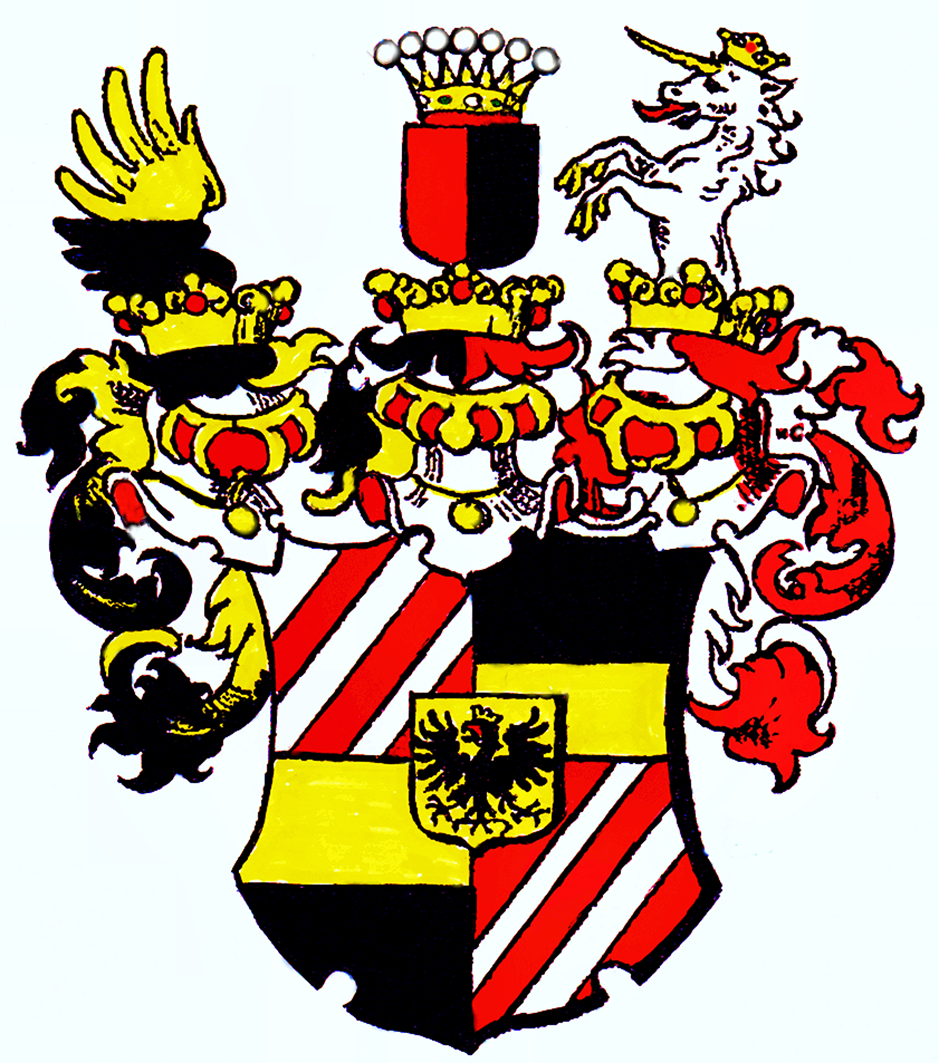
Erb Oktaviana Regnera po povýšení na barona

Pocházel ze starobylého rodu původem z Nizozemí, který v roce 1610 získal rytířský stav a inkolát v Čechách. Narodil se v Brně jako nejmladší z devíti dětí Alfreda Regnera von Bleyleben (1827–1909), profesora C.k. vysoké školy technické v Brně. Oktavian absolvoval právnickou fakultu Univerzity Karlovy v Praze a poté dlouhodobě působil jako úředník na moravském místodržitelství v Brně (1888–1897). Zastával různé funkce u zemské školní rady nebo v prezidiální kanceláři místodržitelství, v roce 1890 krátce pracoval na okresním hejtmanství ve Znojmě. V letech 1897–1904 působil na ministerstvu vnitra ve Vídni, kde byl od roku 1900 šéfem prezidiální kanceláře a v roce 1903 získal hodnost ministerského rady.
V letech 1904–1911 zastával funkci zemského prezidenta v Bukovině se sídlem v Černovicích, kde se spolu s manželkou věnoval mimo jiné charitě, v roce 1908 byl jmenován c.k. tajným radou. Po odchodu Karla Heinolda do funkce ministra vnitra se vrátil do Brna a v letech 1911–1915 byl moravským zemským místodržitelem. Nakonec byl v letech 1915–1918 místodržitelem v Dolním Rakousku se sídlem ve Vídni. Po zániku monarchie v roce 1918 odešel do výslužby.
Za zásluhy byl v roce 1911 povýšen do stavu svobodných pánů, byl nositelem Řádu železné koruny a Řádu Františka Josefa, několik vyznamenání obdržel také od zahraničních panovníků (belgický Leopoldův řád, ruský Řád sv. Stanislava, rumunský Korunní řád, pruský Korunní řád, saský Řád Albrechtův nebo perský Řád slunce a lva). Během svého působení v Bukovině získal čestné občanství v deseti městech.
V roce 1892 se v Praze oženil s Gabrielou Wolfovou von Wachtentreu (1869–1952), dcerou c.k. generálmajora Josefa Wolfa von Wachtentreu. Měli spolu čtyři děti, synové Maxmilian a Alfred žili po roce 1945 v Rakousku, dcera Anna Marie (1894–1979) se provdala za Franze Kleina z významné podnikatelské rodiny Kleinů.
Oktavianův starší bratr Rudolf (1860–1938) byl prezidentem vrchního zemského soudu v Brně, další bratr Karl (1862–1916) působil ve státní správě a byl dlouholetým okresním hejtmanem v Přerově (1903–1916).